# Metaxyonycha
Genre
Synonymes
- Colaspis
- Metazyonycha[1]

Metaxyonycha est un genre de coléoptères de la famille des Chrysomelidae et de la sous-famille des Eumolpinae,.

## Espèces
- Metaxyonycha acuminipennis Blanchard, 1843
- Metaxyonycha angusta (Perty, 1832)
  - Metaxyonycha angusta angusta (Perty, 1832)
  - Metaxyonycha angusta kosñipata Bechyné & Bechyné, 1968[4]
- Metaxyonycha apochroma Bechyné, 1976[5]
- Metaxyonycha argentinensis (Bechyné, 1949)[6]
- Metaxyonycha auripennis Germar, 1824
- Metaxyonycha boggianii Bechyné, 1957[7]
- Metaxyonycha bogotensis (Jacoby, 1900)[8]
  - Metaxyonycha bogotensis bogotensis (Jacoby, 1900)
  - Metaxyonycha bogotensis splendicans Bechyné & Bechyné, 1968[4]
- Metaxyonycha bondari Bechyné & Bechyné, 1968[4]
- Metaxyonycha carminea Bechyné, 1955[9]
- Metaxyonycha chlorospila (Marshall, 1864)[10]
- Metaxyonycha chotana Bechyné, 1958[11]
- Metaxyonycha comica Bechyné, 1953[2]
- Metaxyonycha concinna (Lefèvre, 1883)[12]
- Metaxyonycha connexa (Marshall, 1864)[10]
- Metaxyonycha corpulenta Bechyné, 1955[9]
- Metaxyonycha costata (Lefèvre, 1877)[13]
- Metaxyonycha crucifera (Marshall, 1864)[10]
- Metaxyonycha defficiens Bechyné, 1953[2]
- Metaxyonycha denieri Bechyné, 1953[2]
- Metaxyonycha diringshofeni Bechyné & Bechyné, 1968[4]
- Metaxyonycha distincta (Baly, 1881)[14]
- Metaxyonycha dominga Bechyné, 1958[11]
- Metaxyonycha elegans (Lefèvre, 1883)[12]
- Metaxyonycha elytrospila Bechyné & Bechyné, 1968[4]
- Metaxyonycha excentritarsis Bechyné & Bechyné, 1968[4]
- Metaxyonycha fasciata (Lefèvre, 1875)[15]
  - Metaxyonycha fasciata caurensis Bechyné & Bechyné, 1968[4]
  - Metaxyonycha fasciata fasciata (Lefèvre, 1875)
- Metaxyonycha flavofasciata Bowditch, 1921[16]
- Metaxyonycha fuscovitatta Bechyné, 1954[17]
- Metaxyonycha godmani (Jacoby, 1879)[18]
- Metaxyonycha gounelli (Lefèvre, 1891)[19]
  - Metaxyonycha gounelli acrospina Bechyné & Bechyné, 1968[4]
  - Metaxyonycha gounelli gounelli (Lefèvre, 1891)
- Metaxyonycha granulata Germar, 1821
- Metaxyonycha guttifera Bechyné, 1955[20]
  - Metaxyonycha guttifera guttifera Bechyné, 1955
  - Metaxyonycha guttifera lepidosoma Bechyné & Bechyné, 1968[4]
- Metaxyonycha haroldi (Lefèvre, 1891)
- Metaxyonycha hirsuta (Jacoby, 1890)[21]
- Metaxyonycha humeralis (Marshall, 1864)[10]
- Metaxyonycha humilis (Marshall, 1864)[10]
- Metaxyonycha hybrida Lefèvre, 1878
- Metaxyonycha jeanneli Bechyné, 1951[22]
- Metaxyonycha jusepinensis Bechyné & Bechyné, 1968[4]
- Metaxyonycha lacerdae (Lefèvre, 1884)[23]
- Metaxyonycha lefevrei Harold, 1875
- Metaxyonycha lima Bechyné, 1955[9]
- Metaxyonycha longicornis Bechyné, 1951[22]
- Metaxyonycha martinezi Bechyné, 1951[22]
- Metaxyonycha mattogrossoensis Scherer, 1964[24]
- Metaxyonycha melanocephala Bechyné, 1953[2]
- Metaxyonycha melanogastra Lefèvre, 1884[25]
- Metaxyonycha mendesi (Bechyné, 1949)[6]
  - Metaxyonycha mendesi mendesi (Bechyné, 1949)
  - Metaxyonycha mendesi zikani Bechyné, 1953[2]
- Metaxyonycha minarum Lefèvre, 1888
- Metaxyonycha montesi Bechyné, 1953[2]
- Metaxyonycha nigritarsis (Lefèvre, 1875)[15]
  - Metaxyonycha nigritarsis minor Bechyné, 1953[2]
  - Metaxyonycha nigritarsis nigritarsis (Lefèvre, 1875)
- Metaxyonycha octosignata (Baly, 1881)[14]
- Metaxyonycha pallidula Boheman, 1858
  - Metaxyonycha pallidula interior Bechyné, 1958[11]
  - Metaxyonycha pallidula pallidula Boheman, 1858
- Metaxyonycha panamensis (Jacoby, 1890)[21]
- Metaxyonycha parallela Bechyné, 1951[22]
- Metaxyonycha piceola Bechyné & Bechyné, 1968[4]
- Metaxyonycha plagiata (Lefèvre, 1891)
- Metaxyonycha porcata Germar, 1824
- Metaxyonycha problematica Bechyné, 1951[22]
- Metaxyonycha pulchra Scherer, 1964[24]
- Metaxyonycha quadrimaculata Olivier, 1808
- Metaxyonycha quadrinotata (Marshall, 1864)[10]
- Metaxyonycha radioni Bechyné, 1952
- Metaxyonycha richteri Bechyné, 1953[2]
- Metaxyonycha rosiovittata (Bechyné, 1949)[6]
  - Metaxyonycha rosiovittata obsoleta Bechyné & Bechyné, 1968[4]
  - Metaxyonycha rosiovittata rosiovittata (Bechyné, 1949)
- Metaxyonycha rugosa (Jacoby, 1900)[8]
- Metaxyonycha sanguinea Lefèvre, 1878
- Metaxyonycha schinicola Bechyné, 1958[11]
- Metaxyonycha seabrai Bechyné & Bechyné, 1968[4]
- Metaxyonycha semiocclusa Bechyné, 1951[22]
- Metaxyonycha sergipensis Bechyné & Bechyné, 1968[4]
- Metaxyonycha signata (Lefèvre, 1885)[26]
- Metaxyonycha spinifera Bechyné, 1957[7]
- Metaxyonycha tarsata (Baly, 1881)[14]
- Metaxyonycha tejucana (Marshall, 1864)[10]
- Metaxyonycha tenuenotata Bechyné, 1950[27]
- Metaxyonycha testacea Fabricius, 1801
- Metaxyonycha tetrasticta (Marshall, 1864)[10]
- Metaxyonycha tricolor Perty, 1832
- Metaxyonycha tridentata Jacoby, 1877
- Metaxyonycha trigonomera Bechyné & Bechyné, 1968[4]
- Metaxyonycha validicornis (Lefèvre, 1885)[26]
- Metaxyonycha variolosa (Jacoby, 1890)[21]
- Metaxyonycha vianai (Bechyné, 1949)[6]
- Metaxyonycha violena Bechyné, 1954[17]
- Metaxyonycha viridilimbata (Lefèvre, 1877)[13]
- Metaxyonycha vittulosa Bechyné, 1951[22]
- Metaxyonycha weyrauchi Bechyné, 1950[27]
  - Metaxyonycha weyrauchi chaparensis Bechyné, 1951[22]
  - Metaxyonycha weyrauchi weyrauchi Bechyné, 1950

Noms considérés comme synonymes :
- Metaxyonycha batesi (Baly, 1881)[14] : Synonyme de Metaxyonycha angusta (Perty, 1832)
- Metaxyonycha formosa (Lefèvre, 1883)[12] : Synonyme de Metaxyonycha angusta (Perty, 1832)
- Metaxyonycha pretiosa (Baly, 1881)[14] : Synonyme de Metaxyonycha angusta (Perty, 1832)